# Sigvart Dagsland
Sigvart Dagsland, född 18 oktober 1963 i Stavanger, är en norsk sångare, pianist, kompositör, textförfattare och arrangör. Han är gift med Karoline Krüger och är fadder till Emma Tallulah Behn, tredje dotter till prinsessan Märtha Louise och Ari Behn.
Dagsland skriver framför allt melodiös pop och har utgivit 20 soloalbum och har sålt över en halv miljon skivor. Han har nominerats för Spellemannprisen tre gånger i popklassen och vann priset 1990 för albumet Alt eg såg.
Som ung var han med i Stavanger domkyrkokör som pojksopran och blev senare medlem i diverse skolkörer men då som tenor. Dagsland är utbildad inom nordisk litteratur och nordiska språk vid universitetet i Bergen.
2008 fick Dagsland Prøysenprisen.

## Diskografi
Studioalbum
- Joker (1985)
- De umulige (1987)
- Seculum Seculi (1988)
- Alt eg såg (1990)
- Bedre enn stillhet (1992)
- Stup  (1994)
- Det er makt i de foldede hender (1995)
- Laiv  (1996)
- Fri (1998)
- Soul Ballads (2001)
- Hjemmefra  (2003)
- Underlig frihet (2004)
- Forandring (2007)
- Hymns (2009)
- Sigvart Dagslands bryllups- og begravelsesorkester (2010)
- Big-5: Sigvart Dagsland (2010)
- Villa Nordraak (2012)
- Jul (med Karoline Krüger) (2013)
- Røst (2016)

Samlingsalbum
- Sigvarts beste ballader (1991)
- Sigvarts favoritter (2001)